# 波止場の賭博師
『波止場の賭博師』（はとばのとばくし）1963年2月17日に公開された日本の映画である。監督は山崎徳次郎。主演は小林旭。日活制作。

## 概要
横浜でクラブを経営している逃し屋が組織のファイルと宝石を盗んだ一人の男とその男の愛人のかつての自分の恋人の二人を国外に逃がすために、横浜の暗黒街の顔役と闘う。

## キャスト
- 秋津五郎：小林旭
- 加山： 小高雄二
- リエ：高須賀夫至子
- 冴子：白木マリ  (白木万理)
- 牧野： 安部徹
- 相田：井上昭文
- 頼： 高品格
- 大野木： 深江章喜
- 太田： かまやつひろし
- 須賀 ：信欣三
- 伴： 中台祥浩
- 麻薬組織の三国人のボス：弘松三郎
- サブ：野呂圭介
- 白川：小野良
- リエの父：雪丘恵介
- 黒川： 松本染升
- 名古屋の麻薬組織のボス：加原武門
- 原： 三木正三
- 東京の麻薬組織のボス： 山之辺潤一
- 博多の麻薬組織のボス： 紀原土耕
- 函館の麻薬組織のボス：長弘
- サブの逃し屋仲間：柳瀬志郎
- バー『マンホール』のマスター： 八代康二
- 大阪の麻薬組織のボス：河野弘
- 会合にいる麻薬組織のボス：黒田剛
- 博多S32号と称される男：澄川透
- 小柴隆(小柴尋詩)
- ホテル『オーシャン』の主人： 二木草之助
- 横浜の新任麻薬取締官： 荒井岩衛
- K5号の若いツバメ：三浜元
- 『ジャルダン』のフロアマネージャー： 松丘清司
- サブの仲間： 英原穣二
- K5号： 大倉節美
- 森みどり
- 牧野の部下：田畑善彦、岩手征四郎
- 藤井昭雄
- 牧野の部下： 永沢伸介
- 横手信吾
- 牧野の部下 ： 沢美鶴
- マクレーン： マイク・ダニーン
- 船員 ：チコ・ローランド
- 麻薬組織のボス ：ヘンリー・モフタ、ビル・バッスン(ウィリアム・バッソン)
- 『ジャルダン』のダンサー ： 御伸子
- バー『 マンホール』の歌手： フランク赤木
- 『ジャルダン』のダンサー：サリー薫
- 技斗：高瀬将敏

## スタッフ
- 監督 ： 山崎徳次郎
- 脚本： 大江原正泰、山崎巌
- 企画 ： 仲川哲朗、児井英生
- 音楽： 大森盛太郎